# پنج دقیقه برای زنده ماندن
پنج دقیقه برای زنده ماندن (انگلیسی: Five Minutes to Live) یک فیلم در سبک سرقت و درجه ب است که در سال ۱۹۶۱ منتشر شد.

## بازیگران
- جانی کش
- دونالد وودز
- پاملا میسون
- ویک تایبک
- ران هاوارد
- مرل تراویز
- نورما واردن
- هانا هرتلندی